# Pan Fu

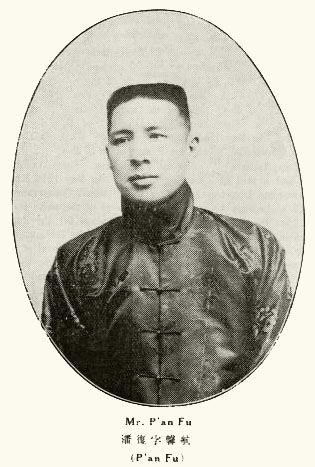

Pan Fu (22 de novembro de 1883 - 1936) foi primeiro-ministro da República da China de 1927 a 1928 durante o governo de Beiyang.  Atuou como ministro das Finanças de 24 de julho de 1920 a 11 de agosto de 1920, e novamente de 11 de junho de 1921 a 28 de outubro de 1921, quando renunciou. Foi ministro das Finanças de 1 de outubro de 1926 a 12 de janeiro de 1927. Fu tornou-se primeiro-ministro e ministro dos transportes em 12 de janeiro de 1917 e serviu até 3 de junho de 1928. 